# Sven Tumba
Sven Tumba (nacido Sven Olof Gunnar Johansson; 27 de agosto de 1931 - 1 de octubre de 2011) fue uno de los jugadores suecos de hockey sobre hielo más destacados de las décadas de 1950 y 1960. También representó a Suecia en fútbol y golf y se convirtió en campeón sueco de esquí acuático.
Johansson se hizo conocido por primera vez como "Tumba" en la década de 1950, ya que había otros jugadores con el mismo apellido y creció en la ciudad sueca de Tumba.
Después de su retiro del hockey sobre hielo, se convirtió en un consumado golfista, diseñador de campos de golf, creador y organizador de exhibiciones y torneos de golf, así como embajador del juego del golf, incluso introduciendo oficialmente el juego del golf en la ex Unión Soviética.

## Hockey sobre hielo

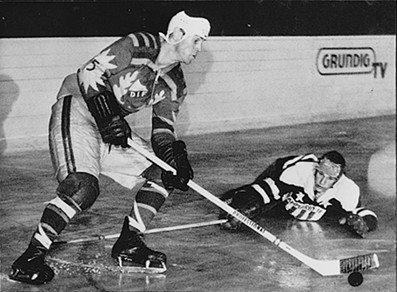
Tumba jugando hockey sobre hielo en 1960.

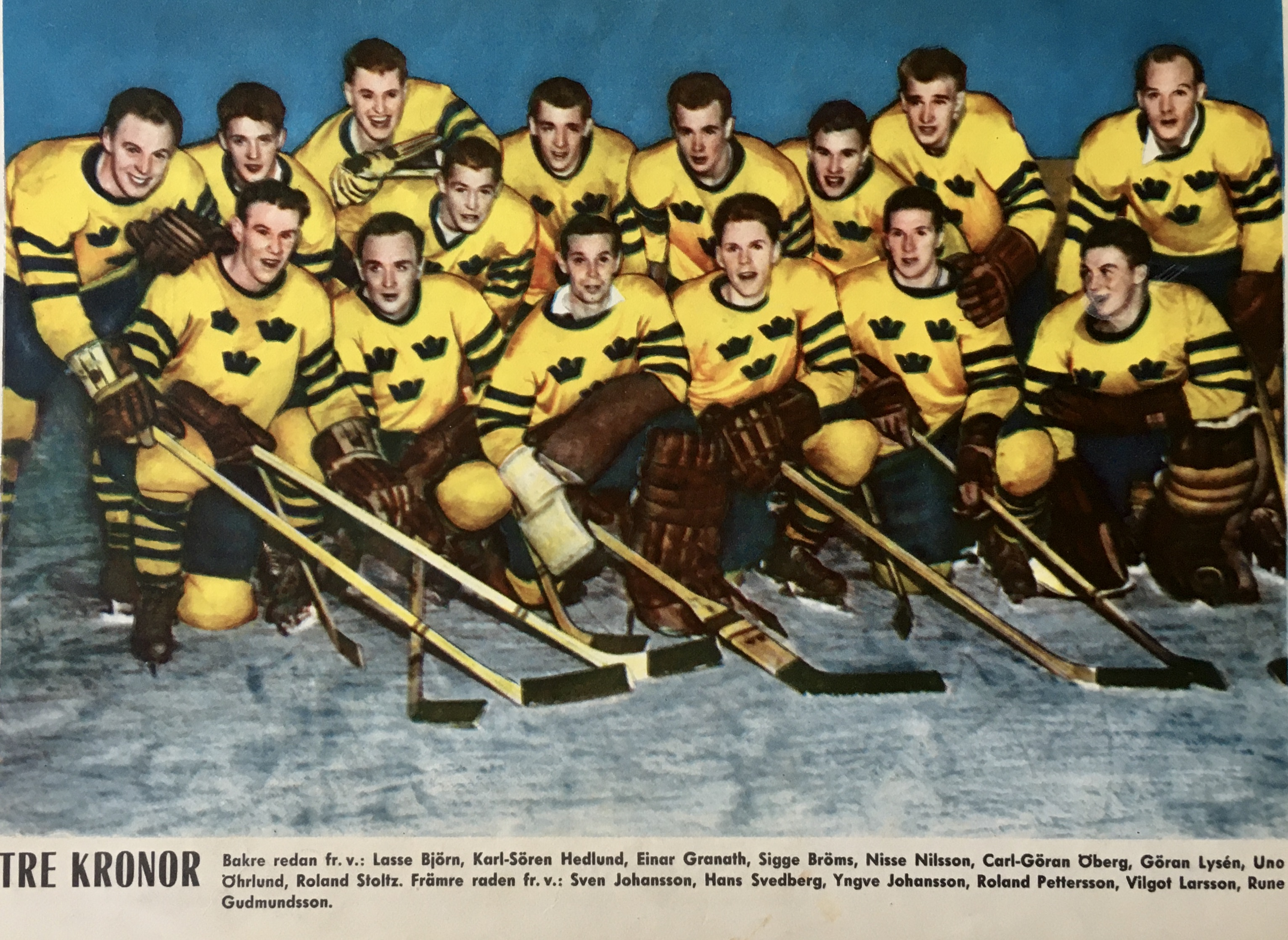
Tre Kronor en noviembre de 1958, desde la izquierda, de pie: Lasse Björn, Karl-Sören "Kalle" Hedlund, Einar Granath, Sigge Bröms, Nils "Double-Nisse" Nilsson, Carl-Göran "Lill-Stöveln" Öberg, Göran Lysén, Uno "Garvis" Öhrlund, Roland "Rolle" Stoltz ; primera fila: Sven "Tumba" Johansson, Hasse Svedberg, Yngve Johansson, Roland "Sura-Pelle" Pettersson, Vilgot "Ville" Larsson y Rune Gudmundsson.

Tumba jugó para el club sueco Djurgårdens IF de 1950 a 1966, ganando ocho campeonatos suecos y liderando al máximo goleador de la liga durante tres años. Tuvo una larga carrera internacional, jugando para Suecia en 14 Campeonatos Mundiales de la IIHF, cuatro Juegos Olímpicos de Invierno, nombrado mejor delantero en los Campeonatos Mundiales de 1957 y 1962 y máximo goleador en los Juegos Olímpicos de Invierno de 1964. También fue capitán de la selección nacional. El equipo sueco Djurgården se ha retirado número 5 en su honor.
Tumba todavía tiene el récord de goles sueco de 186 goles (en 245 partidos) para la selección sueca.
En 1997 fue incluido en el Salón de la Fama de la IIHF y en 1999 fue galardonado con el "Mejor Jugador Sueco de Hockey sobre Hielo de Todos los Tiempos", superando en votos a jugadores prominentes como Peter Forsberg y Mats Sundin.
Tumba fue el primer jugador europeo en asistir a un campo de entrenamiento de la NHL, con los Boston Bruins en 1957. Según los informes, recibió una oferta de contrato de 50.000 dólares por parte de los Bruins después de anotar un gol contra los New York Rangers en un juego de exhibición de pretemporada y hacer cinco apariciones para el equipo de ligas menores de los Rangers Quebec Aces. Sin embargo, Tumba rechazó la oferta ya que ya no habría sido elegible para jugar hockey amateur con la selección sueca.
Como jugador:
- 1950–63: 8 veces campeón de Suecia (1954, 55, 58, 59, 60, 61, 62, 63).
- 1952: Bronce olímpico, Oslo, Noruega.
- 1953: Campeón del Mundo, Zúrich-Basilea, Suiza.
- 1954: Campeonato del Mundo de Bronce, Estocolmo, Suecia
- 1956: 5o puesto olímpico, Cortina, Italia.
- 1957: Jugador de prueba para los Boston Bruins. Se le ofreció un contrato, pero lo rechazó, ya que entonces no sería elegible para jugar en la selección sueca.
- 1957: Campeón del Mundo, Moscú, URSS (también nominado como mejor delantero).
- 1958: Campeonato del Mundo de Bronce, Oslo, Noruega.
- 1960: 5.º lugar olímpico, Squaw Valley, EE. UU.
- 1962: Campeón del mundo, Colorado Springs, EE. UU. (También nominado como mejor delantero).
- 1963: Plata del Campeonato del Mundo, Estocolmo, Suecia.
- 1964: Plata Olímpica, Innsbruck, Austria.
- 1965: Campeonato del Mundo de Bronce, Tampere, Rauma, Finlandia.
- 1989: Nominado al mejor jugador sueco de hockey sobre hielo de todos los tiempos.

Proyectos de hockey sobre hielo:
- 1955: Inventor del primer casco de hockey, el casco SPAPS.
- 1957: Fundador de la escuela sueca de hockey sobre hielo en la televisión y el primer torneo de hockey sobre hielo para niños, TV-pucken.

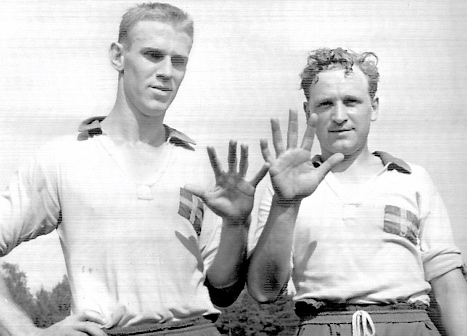
Sven Tumba (izquierda) y Henry Thillberg después de haber marcado cinco goles cada uno sobre Finlandia en una competición nacional de equipos B.

## Fútbol
A mediados de los 50, jugó en el Djurgårdens IF, equipo con el que también se proclamó campeón de Suecia. También representó a la selección sueca. Jugó un partido para la selección nacional (contra Noruega, el 16 de septiembre de 1956).

### Palmarés

#### Club
Djurgårdens IF

- Allsvenskan :  1959[6]

## Golf
Después de una exitosa carrera en el hockey sobre hielo y el fútbol, se dedicó al golf como jugador, diseñador de campos de golf y embajador del deporte. Tumba es ampliamente reconocida como una persona importante, quizás la más importante, para introducir el golf como un deporte ampliamente extendido en Suecia.
Habiendo sido introducido en el juego del golf por primera vez, con más de 30 años, alcanzó un handicap scratch en 1970, a los 39 años, cuando él, representando al Stockholm Golf Club, también ganó el Scandinavian International Amateur Match. -play Championship (uno de los tres principales torneos amateurs en Escandinavia en ese momento) y fue seleccionado, como uno de los cuatro mejores jugadores amateurs del país, para la selección sueca en el Trofeo Eisenhower de 1970 en Madrid, España.
Se convirtió en profesional al año siguiente y en 1974 calificó como uno de los dos mejores profesionales del país para representar a Suecia en el mundial de 1974 en Caracas, Venezuela.
Sin embargo en lo que respecta al golf en Suecia, no se le recuerda en primer lugar por su historial como jugador, sino por sus contribuciones a la popularización del juego y a poner a Suecia en el mapa del mundo del golf. Realizó giras por Suecia como atracción principal en inauguraciones y aniversarios en clubes de golf, mostrando su popular clínica de golf, jugando partidos de exhibición y llamando la atención en los medios y entre personas que antes no conocían el juego. A sus exitosos esfuerzos para organizar exposiciones en Suecia con Arnold Palmer en 1968 y Jack Nicklaus en 1969, siguió el torneo de invitación profesional Volvo Open, que tuvo lugar en Suecia en 1970 y 1971. En 1973, el Scandinavian Enterprise Open se estableció como torneo con Tumba como su fundador y pronto se convirtió en uno de los más ricos del Tour Europeo.
Durante el período de la carrera de golf de Tumbas, fue el número de miembros en los clubes de golf suecos aumentó 50 veces, de alrededor de 12.000 a principios de la década de 1960 a aproximadamente 600.000 a mediados de la década de 1990. 
En 1985 recibió The Merit Sign in Gold de la PGA sueca. En el centenario de la Federación Sueca de Golf en 2004 fue nombrado la persona más influyente en la historia del golf en ese país, por delante de personas como la gran jugadora de golf femenina Annika Sörenstam.
También introdujo oficialmente el juego de golf en la ex Unión Soviética.
Proyectos de golf:
- 1967: Tumba Golf Center, el primer campo de prácticas cubierto en Suecia. Fundador / Diseñador.
- 1969: Se funda la Colgate Cup, el principal torneo de golf de Suecia para niños de hasta 15 años.
- 1973: Fundador y presidente (durante 15 años) del Scandinavian Enterprise Open, uno de los torneos más ricos del European Tour en ese momento.
- 1977: Fundador y presidente (durante 3 años) del torneo European Open en el European Tour.
- 1978: Ullna Golf Club, (sede del Scandinavian Enterprise Open 5 veces, 1983–87 y del Trofeo Eisenhower de 1988). Diseñador de campos de golf / Líder de proyectos.
- 1987: Tumba Golf Club Moscow (ahora llamado Moscow City Club) el primer campo de golf en la ex Unión Soviética, ubicado en el centro de Moscú cerca de la Embajada de Suecia. Fundador / Diseñador.
- 1988: Österåker Golf Club, dos campos de 18 hoyos (sede de los torneos Ladies European Tour Compaq Open y Swedish Golf Tour).
- 1988: Introdujo oficialmente el juego de golf en la ex Unión Soviética y fundó la primera escuela de golf allí.
- 1995: Fundó el Campeonato Mundial de Golfistas, un torneo anual de golf amateur en muchos países, jugado por miles de golfistas de todo el mundo.
- 1998: Tumba Kävlinge Golf for All, Löddeköpinge. Una nueva forma de diseño y gestión de campos de golf, con el objetivo de beneficiar a los jóvenes y la masa de golf en general.
- 2004: Nombrada como la persona más influyente en la historia del golf en Suecia.

### Amateur gana
- 1970 Campeonato Escandinavo Internacional Amateur Match-play
- 1970 Torneo de 72 hoyos de Söderhamn

### Apariciones del equipo
Aficionado
- Trofeo Eisenhower (en representación de Suecia): 1970.

Profesional
- Copa del Mundo (representando a Suecia): 1974.

## Diverso
- 1957-1961: Programa de radio propio, La Hora Tumba.
- 1959: Realización de espectáculos de esquí acuático en toda Suecia.
- 1981: Fundó el Tumba Stipendium (subvención) para deportistas discapacitados, que entre otras cosas le dio a Lev Yashin un reemplazo de articulación de cadera en Suecia.
- 1987: Fundador del lema "El deporte promueve la amistad y los negocios", apoyado por destacados deportistas, políticos, artistas, etc. Algunos ejemplos son Pelé, Sean Connery, Seve Ballesteros y Borís Yeltsin.
- 1989: Recibió la Medalla Real de Su Majestad el Carlos XVI Gustavo de Suecia por sus destacados logros deportivos.
- 2006: Fundó el Fondo de Educación Sven Tumba, Deporte para la Educación, una organización benéfica junto con AstraZeneca con el objetivo de erradicar el analfabetismo.

También escribió numerosos libros: Tumba lo dice todo, la escuela de hockey de Tumba (traducida a tres idiomas), así como Mi rica vida (la verdad desnuda).

## Muerte
Murió el 1 de octubre de 2011 después de estar en el hospital Danderyds sjukhus durante tres meses debido a una infección en la cadera. En el momento de su muerte, era ciudadano sueco y estadounidense, pero no estaba registrado como residente en Suecia. Tenía la ambición de convertirse en eso antes de su muerte, pero rápidamente se volvió demasiado débil para manejar la formalidad necesaria. Posteriormente fue honrado antes de los juegos de Elitserien de la liga de hockey sueca que se jugaron ese día, con un minuto de silencio. Su cuerpo fue enterrado en la Iglesia Engelbrekt en Östermalm, Estocolmo el 20 de octubre de 2011. Aproximadamente 500 amigos y familiares llegaron a la iglesia para dejar flores y honrar a Sven Tumba.